# ダブルクロス The 3rd Edition リプレイ・クロニクル
ダブルクロス The 3rd Edition リプレイ・クロニクル〜彷徨のグングニル〜は日本製TRPG「『ダブルクロス』のリプレイ集。2010年5月に富士見ドラゴンブックから刊行された。
『ゲーマーズ・フィールド』に掲載された矢野俊策GM・執筆のリプレイ2本（ルール第1版n(以下『DX1』)準拠の「ドゥームズデイの魔獣」、The 2nd Edition(以下『DX2』)準拠の「Contrast Side」）と The 3rd Edition(以下『DX3』)準拠の書き下ろし「Rabid Dog Crying」が掲載されている。なお、これらのリプレイは矢野がそれぞれの環境下において最初にマスタリング・執筆したリプレイでもある。
サブタイトルは「ドゥームズデイの魔獣」と「Rabid Dog Crying」に登場する黒須左京のコードネームに由来する。

## ドゥームズデイの魔獣

### 概要
『ゲーマーズ・フィールド』に掲載された『ダブルクロス』最初のリプレイであり、唯一のDX1準拠リプレイ。「『ダブルクロス』とはどういうゲームなのか」を説明するためのもの、という側面が強い。
本リプレイはプレイヤー名を公開していない。後に『ダブルクロス・リプレイ・ゆにばーさる』掲載リプレイ「Chrome Dome」にて十也と左京のプレイヤーがそれぞれ遠藤卓司、田中信二、リプレイ「春日恭二の事件簿」にて和美のプレイヤーが鈴吹太郎であると明かされたが、残る綾のプレイヤーは2015年8月現在も公表されていない。

### あらすじ
東京近郊に住む高校生、加賀十也。ある時、彼は自分が誰かを殺す夢を見る。目覚めた彼はニュースを見て驚愕した。報じられている殺人事件の被害者は、夢に出て来た男だったからだ。
時同じくして、ジャーム化事件を処理していたチルドレン・久遠寺綾。T市において発生している連続殺人事件の調査に駆り出される。転校生として以前彼女と出会っていた十也は、ユニバーサル・ガーディアン・ネットワーク（UGN）のイリーガル（組織外協力者）として活動する黒須左京、UGNエージェントの鈴木和美と共に事件の真相に迫って行く。

### 登場人物

#### プレイヤーキャラクター(PC)
加賀十也（かが とうや）
- コードネーム:探求の獣（クエスティングビースト）
- シンドローム:キュマイラ/ハヌマーン
- ワークス/カヴァー:格闘家/高校生

T市在住の高校生。
1年ほど前に交通事故で死亡し、オーヴァードとして蘇生した。以来、その力をどう受け止めるべきかわからず、無気力な日々を過ごしている。とりあえずUGNイリーガルとして活動はしているものの、「日常」に強く依存しているため、その力を持つ自分に対してのスタンスも決めかねており、左京とは意見があわずしょっちゅう対立している。
戦闘時は全身を獣と化して攻撃する。ちなみに使用するコンボには「嘆きの一撃（ドローレスストライク）」という名前がついている。
クラス委員長の高城穂波に好意を抱いており、現在ではそれを救いに日々を送っている。また、コードネームで呼ばれることを嫌う。
黒須左京（くろす さきょう）
- コードネーム:オーディンの槍（グングニル）
- シンドローム:ブラックドッグ（ピュア）
- ワークス/カヴァー:高校生/高校生

T市在住の高校生。UGNイリーガルとして活動している。
両親が結婚していない（政治家の庶子）という家庭環境にコンプレックスを抱えており、エリート意識が強い。ただこれは字義ままではなく、「エリートでなければならない」という強迫観念に近い。
雷を操って戦う。オーヴァードの力は「己が特別である証である」と考えており、十也とは意見が合わずしょっちゅう対立している。何かと「フッ」と笑う癖がある。
接する相手のことを真剣に考えて行動するが、上からの物言いになりがちなため不評を買っている。
事件解決後は秋葉原支部への出張などイリーガルとして引き続き活動していたが、ある事件がきっかけで敵対していたはずのファルスハーツ（FH）に走ることとなる。その経緯は「Rabid Dog Crying」を参照。
久遠寺綾(くおんじ　あや）
- コードネーム:断罪の女神（アドラスティア）
- シンドローム:エンジェルハイロゥ/ノイマン
- ワークス/カヴァー:UGNチルドレン/高校生

UGNチルドレンの一人。
無口無表情で、感情表現に乏しい。しかしその実はかなりの激情家で、胸の内に抱えていることが多い。
超知覚能力を駆使した精密射撃を得意とする。戦闘となると欠片も容赦をしないため、その苛烈な戦いぶりからコードネームを与えられた。
T市の高校に転校生として潜入しており、十也とも顔見知り。
鈴木和美（すずき　かずみ）
- コードネーム:謎の女（パープルレイン）
- シンドローム:ブラム＝ストーカー/ソラリス
- ワークス/カヴァー:UGNエージェント/謎の女

イリーガルとの折衝を担当するUGNエージェント。年齢不詳。
現在は十也と左京の担当をしている。
常にサングラスを着用し、笑みを絶やさないため、容易に本心を悟らせない。「鈴木和美」という名前も偽名で、本名は不明。
妹が一人いたが、レネゲイド関連の事件で死亡している。綾にその面影を重ねており、彼女を偏愛している。

#### ノンプレイヤーキャラクター(NPC)
高城穂波（たかしろ　ほなみ）
十也のクラスのクラス委員長。
十也に好意を寄せられているが、まるで気付いていない。
弓崎かなめ（ゆみざき -）
- シンドローム:ソラリス/ソラリス

左京のクラスメイト。穂波の幼馴染で、担任教師の早川に好意を寄せている。
無自覚のオーヴァードで、他者に己のイメージを送り込む能力を持つ。早川の制裁を目論む斉木によって薬物を投与され、その力を増幅させられており、それに耐えきれずジャーム化。早川に近づく者に敵意を持ち、イメージを送り込んで人を殺させていた、というのが事件の真相だった。最後には左京によって制裁され、UGNに回収された。
早川夏彦（はやかわ　なつひこ）
左京のクラスの担任教師。かなめから好意を寄せられている。
元はFHの研究者で、理由は不明だが組織を逃亡している。かなめを使った斉木の手で追い詰められ、最後にはかなめの力で暴走したジャームによって重傷を負わされた。
斉木孝治（さいき　こうじ）
- シンドローム:サラマンダー/ハヌマーン

FHエージェントの一人で早川の旧知。
組織を逃亡した早川を粛清するために追って来ており、その手段としてかなめを利用していた。「世界の真実を知らしめる」という個人の目的によるところも大きい。
氷の剣を使用して戦う。屋上での戦いにおいて、十也の「嘆きの一撃」が直撃し、倒された。

## Contrast Side

### 概要
『ゲーマーズ・フィールド別冊』Vol.7「現代（いま）どきのRPG」に掲載されたリプレイ。
後のDX2リプレイの原型となった作品であり、「チルドレンが主人公」「過去の設定・シンドロームを指定したハンドアウト」など、後のリプレイにも受け継がれた要素が多数みられる。

### あらすじ
UGN・M市支部。支部長・富士見千歳の死以来、支部長不在となったこの支部に所属するチルドレン、松永史朗と千歳の妹・桜。ある時、史朗のもとに行方不明だった元同僚・佐久間彰人から連絡が入る。
時同じくして、M市支部をマスターレイスが狙っているとの情報を得た本部は、新たな支部長として八坂十字を派遣。支部長代理を務めていた水原ハルカがその補佐に任じられる。
マスターレイスが狙うは、M市支部に隠された「情報」。それは果たして何なのか。そして、彰人との再会は何を意味していたのか。

### 登場人物

#### プレイヤーキャラクター(PC)
松永史朗（まつなが　しろう、プレイヤー：大畑顕）
- コードネーム:クリムゾンフレア
- シンドローム:キュマイラ/サラマンダー
- ワークス/カヴァー:UGNチルドレン/高校生
- Dロイス:対抗種

オーヴァード殺しのレネゲイド「対抗種」に感染した少年。UGNチルドレンの一人。
能力が能力だけにUGNでも浮いており、人見知りな部分がある。数少ない友人だった彰人は行方不明になっており、時を経て敵として再会することとなる。
レネゲイドを焼き尽くす炎を纏った戦いを行う。
自分を受け入れてくれたM市支部、そして千歳に恩義を感じており、そのために行動している。3年前に彰人と共に参加したジャーム殲滅戦で敗北しており、その結果千歳の死を招いたことを今でも悔いている。
富士見桜（ふじみ　さくら、プレイヤー：小浜智）
- コードネーム:タクティカルボイス
- シンドローム:ノイマン/ソラリス
- ワークス/カヴァー:高校生/高校生
- Dロイス:伝承者

UGNM市支部の前支部長・千歳の妹。
高速思考を得意としており、千歳から受け継いだ全データをその脳に記録している。それを利用し、戦闘では的確な助言を行う事で味方をサポートする。
勝気な性格だが冷静さも兼ね備えており、彰人がいた頃はリーダーシップを取っていた。千歳の役目を受け継ごうと懸命になっている。
記録しているデータベースの中には「アクシズ」に接続するためのキーコードの一つがあり、物語全体のキーとなっている。
八坂十字（やさか　じゅうじ、プレイヤー：田中天）
- コードネーム:アルスマギカ
- シンドローム:ハヌマーン/オルクス
- ワークス/カヴァー:UGN支部長/UGN支部長⇒日本支部の切り札
- Dロイス:特権階級

アメリカ・ベゼスタのUGN本部に所属する腕利きのエージェント。千歳の後任としてM市に派遣されて来た。
世界が「普遍機関」なる組織によって操られている、という妄想を抱えており、それを語るのを趣味としている怪人物。性格は厄介極まりないが実力は本部直属だけあって高く、「疾風」という風の狼を連れている。
3年前の事件ではハルカの要請で作戦決行を遅らせており、その縁で彼女とは知り合い。「普遍機関」のことを除けば有能な人物であり、また目の前の現実を直視する大局的な視点も持ち合わせる。とはいうものの、「十字」をプレイしている時以外はプレイヤーの田中天が暴走しっ放しであり、総論として完全な変人になってしまっている。
事件解決後はハルカにM市支部を託し、UGN本部に復帰した。
水原ハルカ/マキ（みずはら はるか、プレイヤー：田中信二）
- コードネーム:レインシューター
- シンドローム:エンジェルハィロゥ/ブラックドッグ
- ワークス/カヴァー:UGNエージェント/支部長代理
- Dロイス:戦闘用人格

M市支部長代理。といっても、実際の仕事は掃除やエージェントの世話が主。前支部長・千歳の補佐を行っていた。
リーダーシップを取るのではなく、精神面でエージェント達を支えている。のんびりした性格で笑顔が絶えないが、その裏には戦闘時の人格である「マキ」が隠れている。
マキの方はハルカの幼馴染で、FHの実験体として使われていた過去を持つ。組織の思惑で引き離されそうになり、ハルカを連れて逃亡したものの追いつかれ、オーヴァードとしての力で生命力をハルカに与えて逃がし、自身はそこで死亡した。その際に人格・記憶までもがハルカに転送されており、以来二心一体で過ごして来た。
世話焼きでのんびりしたハルカに対し、マキは冷徹。……のはずなのだが、十字のぶっ飛び様には閉口しており、完全なツッコミ役と化していた。
事件後には本部に復帰した十字を引き継ぎ、正式に支部長に就任している。

#### ノンプレイヤーキャラクター(NPC)
富士見千歳（ふじみ　ちとせ）
M市支部の前支部長。桜の姉。
「対抗種」であるがゆえに弾かれていた史朗を受け入れ、桜を守り、支部を支えて来た実績を持つ。そのため、史朗たちからは絶大な信頼を寄せられていた。
3年前のジャーム殲滅作戦に失敗した際、広域殲滅を実行しようとする本部の命令に反し、単独でジャームを追撃。結果として一般の犠牲は出ず、ジャームの撃破にも成功したが相討ちに近い状態であり、桜に連れられて帰還する途中で落命した。
支部長の彼女が本部の意向に反したために作戦が成功した、という事実は本部にしてみれば不名誉なことであり、千歳の名はUGNでは禁句となっている。
“ディアボロス”春日恭二（かすが　きょうじ）
FHエージェントの一人。功を焦ってM市支部を襲撃したものの、十字とマキに撃退された。
彰人には囮として使われただけであり、今回は完全な咬ませ犬。
佐久間彰人（さくま　あきと）
- シンドローム:サラマンダー/モルフェウス
- Dロイス:起源種

元M市支部所属のチルドレンで、史朗・桜の友人。
3年前の事件以来行方不明になっていたが、不意に姿を現す。実はFHへと離反しており、現在は「マスターレイス」のコードネームを授かる程の実力を持っている。
「対抗種」である史朗の抑え役として抜擢されており、彼とは深い親交がある。千歳に対しても史朗同様の信頼を寄せていたが、彼女の死をきっかけに、「レネゲイドに関わる全てを公表し、人の存在が『なかったこと』にされるのを防ぐ」という目的で各地の支部を襲撃し、キーコードを奪ってアクシズ破壊を目論んだ。
氷の剣を生成して戦う他、冷気でレネゲイドを鎮静化させるという搦め手も使う。

## Rabid Dog crying

### 概要
本書書き下ろしのリプレイ。長く行方不明であったUGN創設者アルフレッド・J・コードウェル博士が「UGN壊滅」を宣言してFHに参じたという一大事件を背景に、やはりFHに走った黒須左京の現在を描くことを目的に作られている。
PCは左京と合わせて2人で、『ダブルクロス』リプレイとしては異例。また、同じくFHサイドを描いた『デザイア』シリーズに比べ、本リプレイはシリーズでも屈指のダークな雰囲気を持っている。
時系列は『ジェネシス』シリーズの3巻と4巻の間に当たる。

### あらすじ
“マスターレイス14'”。それが、黒須左京の今の肩書である。
UGNを離反した左京はFHに加入し、己の目的のため一人邁進していた。そんな中、“始末屋”アリサ・トツカと行動を共にしていた彼は、実験体となっていた一人の少女と出会う。彼女を巡るそれぞれの思惑が交差する中、左京が見るものは……。

### 登場人物

#### プレイヤーキャラクター(PC)
黒須左京（くろす さきょう、プレイヤー：田中信二）
- コードネーム:マスターレイス14’（グザイ）
- シンドローム:ブラックドッグ（ピュア）
- ワークス/カヴァー:FHエージェント/FHエージェント
- Dロイス:超血統

「ドゥームズデイの魔獣」「Chrome Dome」のPC。
「Chrome Dome」の後もUGNイリーガルとして活動していたが、FHと密通していたT市支部長に嵌められ、イリーガルと支部長に反抗するエージェントの殺し合いに巻き込まれる。その際、ジャーム化したエグザイルの能力者に憑依されていた妹・美緒を殺してしまう。
真実を知ってまもなく母が他界し、それを機に離反、FHに加入した。現在ではコードウェル博士のもと、マスターレイスの一人に数えられているが、見境なくオーヴァードを狩る姿から「狂犬」のあだ名で恐れられている。
T市事件の影響からか、UGN時代とは性格が一変し、やたら好戦的な上に殺意をすぐ露わにするなど、ジャーム化一歩手前で踏みとどまっている危険な状態にある。
UGN時代から「オーヴァードの力は正しく使わねばならない」という考えの持ち主であったが、現在その目的は「オーヴァードと一般人の完全なる隔離」に変質している（彼はこれを道路の歩道と車道に例えている）。間接的とはいえ妹の仇であるFHに入ったのも効率を重視したためであり、そのためならば一切手段を選ばない。
アリサ・トツカ（プレイヤー：大畑顕）
- コードネーム:始末屋
- シンドローム：キュマイラ/ノイマン/モルフェウス
- ワークス/カヴァー:FHエージェント/始末屋
- Dロイス:装着者

FH内で邪魔者を始末する「トツカ一族」の継承者。13歳。
巨大な剣であるトツカを加えた三刀流で戦う接近戦型。この「トツカの剣」には歴代の継承者の記憶が刻まれており、接触することで情報を引き出す。
トツカの剣と共に一族の記憶を引き継いでいるため、年齢に見合わぬシニカルな言動をするリアリスト。「オーヴァードは誇り高くあるべし」というモットーを掲げており、誇りを持たないと判断した相手は殺す。が、その判断基準は独断と偏見のため、左京をして「狂犬」と言わしめている。ちなみに「始末屋」の仕事はFH内外を問わない。
FHの中でも闇の部類に属する異例のPCだが、ソフトクリームを好むなど年相応の部分もわずかに覗かせる。

#### ノンプレイヤーキャラクター(NPC)
幡中沙由理(はたなか　さゆり)
FHの実験体になっていた少女。逃亡して来た所を左京達に拾われた。
「アンチワーディングエフェクト」という特異体質の持ち主で、一般人にもかかわらずワーディングが効かない。「彼女をオーヴァード化させれば凄まじい力を得る」と聞いたヨハンに誘拐されたが、その裏では父・悟道が糸を引いていた。
紆余曲折を経てエリキシウムに拉致されたが、攻め込んで来た左京とアリサに解放され、左京の強い勧告で親戚筋の許へ逃亡した。
幡中悟道(はたなか　ごどう)
本作の黒幕。沙由理の父。
フリーのネゴシエーターだが実体は詐欺師。これまでに数え切れないほどの人間・組織を手玉に取っている。また筋金入りの守銭奴で、沙由理を育てたのも金のため。しかも、かけた金額を一円単位で覚えている。
そもそも、妻と結婚したのはその実家に金があり、しかも彼女の身体が弱かったため。沙由理が生まれた後は彼女を金を引っ張る道具として使っており、AWEに気がついた後は売り物にしようと企んだ。
しかしただ取るのではなく、製薬会社エリキシウムに沙由里のオーヴァード化情報を流して売り、それを信用したヨハンが沙由理を拉致した際に口止め料を受け取ることで、報酬の二重取りを企んだ。しかし、ヨハンの動きが速過ぎたためにエリキシウムに売る前に拉致され、進藤を通じて左京に沙由里の奪還を依頼して来た。
沙由理を取り戻して売った後は高跳びしようとしていたが、「一般人でありながらオーヴァードの領域に踏み込んだ」ことで左京に焼き殺された。『ダブルクロス』ではかなり珍しい一般人の黒幕である。
ヨハン・C・コードウェル
- シンドローム:サラマンダー/キュマイラ

『DX3』基本ルールブック掲載のNPCで、マスターレイスの一人。コードウェル博士に絶大な信頼と忠誠を寄せている。
(結果としては)悟道に乗せられる形で沙由理を拉致したものの、進藤に逃がされた上に左京の妨害で取り逃がす。その後、左京に真相を知らされ、エリキシウムへの殴り込みに参戦している。
粗暴な性格だが仲間思いで、また仲間達からも強い信頼を寄せられている。左京曰く「単純馬鹿」、アリサ曰く「つながれた犬」。
進藤昭二(しんどう　しょうじ)
- Dロイス:不死者

FHエージェントの一人。
体格のいい男で、カバーリングが得意。FHメンバーなのだが、涙脆いというらしからぬ性格。
悟道の依頼で沙由理の様子を見に行った所、その境遇に同情して逃がす。しかし、ヨハンのセルの追撃を受けて致命傷を負い、左京に依頼を伝えたあとで介錯された。
“マスターレイス03'”カイン・A・コードウェル
マスターレイスの一人でアリサの依頼人。『ジェネシス』シリーズからのゲスト出演。
裏切り者の予防をすべく、アリサに左京の監視を依頼した。沙由理との接触後はアリサに悟道の情報を伝え、自身の目的に戻った。その後の彼については『ジェネシス』4巻を参照。